# Abraham Duquesne
Abraham Duquesne, marqués de Quesne, (Dieppe, 1610-París, 1688), fue un general francés y uno de los mejores militares del siglo XVII. 

## Biografía
Nació en Normandía en 1610 de familia noble y desde sus más tiernos años se dedicó enteramente a la marina. En 1627, cuando aún no tenía 17 años de edad, se le confió el mando de un navío en la escuadra que mandaba su padre, y dio pruebas de lo que sería algún día.
Estuvo presente en el ataque a las islas Lérins en 1637, y en 1638 contribuyó mucho al feliz éxito de la escuadra francesa contra la española frente a Guetaria. En 1639 fue herido en el ataque a los navíos que estaban en el puerto de Santoña y por segunda vez delante de Tarragona en 1641.
Luego pasó a servir a Suecia en 1644, donde era conocido ya su nombre, y fue hecho mayor general de la armada, y después vicealmirante, con cuyo carácter estuvo en la batalla en que fueron derrotados los daneses; fue el segundo que abordó y tomó la almirante enemiga, donde pereció el general de la armada danesa. Quesne fue vuelto a llamar a Francia en 1647 y tuvo el mando de varias escuadras, armó muchos navíos a sus expensas e hizo frente gloriosamente a todos los enemigo de su patria.
Pero nada ensalzó tanto sus glorias como las guerras de Sicilia. Allí hizo frente al gran Michiel de Ruyter, tan formidable en el océano, y que siendo inferior en número venció no obstante a los holandeses en tres combates diferentes, en el último de los cuales fue muerto Ruyter.  Asia,  África y Europa fueron testigos de su valor.
Había nacido calvinista y murió en la misma creencia. El rey de Francia que honraba su mérito con particular estima, no pudiendo por causas de religión recompensarlo del modo que habría deseado, le obsequió con la tierra de Bouchet erigiéndola en marquesado con el título de Quesne. Murió en 1688.